# Patsatham La-ongnual
Patsatham La-ongnual (thailändisch พรรษธรรม ละอองนวล, * 20. Dezember 1999) ist ein thailändischer Fußballspieler.

## Karriere
Patsatham La-ongnual spielte 2019 beim Zweitligisten Ubon United. Der Verein aus Ubon Ratchathani spielte in der zweiten Liga des Landes, der Thai League 2. Für Ubon absolvierte er fünf Zweitligaspiele. Nachdem der Club Ende 2019 in die Thai League 4 zwangsabsteigen musste, schloss er sich 2020 dem Zweitligisten Sisaket FC aus Sisaket an. Hier kam er in der zweiten Liga nicht zum Einsatz. Ende 2020 wurde sein Vertrag nicht verlängert. Am 1. Januar 2021 unterschrieb er in Ubon Ratchathani einen Vertrag bis Saisonende beim Drittligisten Ubon Kruanapat FC. Mit dem Klub spielte er in der North/Eastern Region der Liga. Von Juli 2021 bis Juni 2022 pausierte er. Am 1. Juli 2022 verpflichtete ihn der Amateurligist Warin Chamrap FC. Hier stand er bis Jahresende unter Vertrag.